# Ringer-Europameisterschaften 1989
Die Ringer-Europameisterschaften 1989 fanden vom 5. Mai bis 7. Mai 1989 in Oulu (griechisch-römischer Stil) und vom 12. Mai bis zum 14. Mai in Ankara (freier Stil) statt.

## Griechisch-römisch, Männer

### Ergebnisse

#### Kategorie bis 48 kg
| Platz | Land           | Sportler          |
| ----- | -------------- | ----------------- |
| 1     | BR Deutschland | Markus Scherer    |
| 2     | Bulgarien      | Daniel Jankow     |
| 3     | Sowjetunion    | Oleg Kutscherenko |
| 4     | Polen          | Andrzej Głąb      |
| 5     | Ungarn         | József Faragó     |
| 6     | Finnland       | Tero Katajisto    |

Titelverteidiger: Lars Rønningen, Norwegen

Titelverteidiger Lars Rønningen startete in der Kategorie bis 52 kg und belegte dort den 9. Platz.

#### Kategorie bis 52 kg
| Platz | Land             | Sportler            |
| ----- | ---------------- | ------------------- |
| 1     | Jugoslawien      | Senad Rizvanović    |
| 2     | Finnland         | Ismo Kamesaki       |
| 3     | Bulgarien        | Walentin Krumow     |
| 4     | Tschechoslowakei | Tibor Jankovics     |
| 5     | Sowjetunion      | Andrij Kalaschnykow |
| 6     | BR Deutschland   | Rosario Schmitt     |

Titelverteidiger: Andrij Kalaschnykow, Sowjetunion

#### Kategorie bis 57 kg
| Platz | Land        | Sportler        |
| ----- | ----------- | --------------- |
| 1     | Finnland    | Keijo Pehkonen  |
| 2     | Bulgarien   | Emil Iwanow     |
| 3     | Sowjetunion | Sergei Bulanow  |
| 4     | Rumänien    | Radu Strubert   |
| 5     | Jugoslawien | Zoran Galovic   |
| 6     | Frankreich  | Patrice Mourier |

Titelverteidiger: Alexander Schestakow, Sowjetunion

#### Kategorie bis 62 kg
| Platz | Land        | Sportler           |
| ----- | ----------- | ------------------ |
| 1     | Polen       | Ryszard Wolny      |
| 2     | Ungarn      | Jozsef Schmidt     |
| 3     | Sowjetunion | Gennadi Atmakin    |
| 4     | Schweiz     | Hugo Dietsche      |
| 5     | Bulgarien   | Nentscho Nentschew |
| 6     | Finnland    | Juha Virtanen      |

Titelverteidiger: Jenő Bódi, Ungarn

#### Kategorie bis 68 kg
| Platz | Land        | Sportler             |
| ----- | ----------- | -------------------- |
| 1     | Ungarn      | Attila Repka         |
| 2     | Sowjetunion | Mnazakan Iskandarjan |
| 3     | Finnland    | Jukka Loikas         |
| 3     | Frankreich  | Ghani Yalouz         |
| 5     | Polen       | Mariusz Przygoda     |
| 6     | Jugoslawien | Nandor Sabo          |

Titelverteidiger: Attila Repka, Ungarn

Yalouz und Loikas teilten sich den dritten Platz.

#### Kategorie bis 74 kg
| Platz | Land             | Sportler          |
| ----- | ---------------- | ----------------- |
| 1     | Bulgarien        | Petar Tenew       |
| 2     | Schweden         | Torbjörn Kornbakk |
| 3     | Tschechoslowakei | Jaroslav Zeman    |
| 4     | Sowjetunion      | Bissolt Dezijew   |
| 5     | Polen            | Józef Tracz       |
| 6     | Finnland         | Jouko Salomäki    |

Titelverteidiger: Bissolt Dezijew, Sowjetunion

#### Kategorie bis 82 kg
| Platz | Land                            | Sportler             |
| ----- | ------------------------------- | -------------------- |
| 1     | Sowjetunion                     | Michail Mamiaschwili |
| 2     | Polen                           | Piotr Stępień        |
| 3     | Deutsche Demokratische Republik | Olaf Koschnitzke     |
| 4     | Ungarn                          | Tibor Komáromi       |
| 5     | Norwegen                        | Stig Kleven          |
| 6     | Rumänien                        | Sorin Hertea         |

Titelverteidiger: Michail Mamiaschwili, Sowjetunion

#### Kategorie bis 90 kg
| Platz | Land                            | Sportler          |
| ----- | ------------------------------- | ----------------- |
| 1     | Sowjetunion                     | Wladimir Popow    |
| 2     | Deutsche Demokratische Republik | Maik Bullmann     |
| 3     | BR Deutschland                  | Andreas Steinbach |
| 4     | Ungarn                          | Péter Farkas      |
| 5     | Polen                           | Radoslaw Turkot   |
| 6     | Finnland                        | Harri Koskela     |

Titelverteidiger: Iwajlo Jordanow, Bulgarien

#### Kategorie bis 100 kg
| Platz | Land                            | Sportler              |
| ----- | ------------------------------- | --------------------- |
| 1     | Polen                           | Andrzej Wroński       |
| 2     | Rumänien                        | Ion Ieremciuc         |
| 3     | Sowjetunion                     | Wjatscheslaw Klimenko |
| 4     | BR Deutschland                  | Gerhard Himmel        |
| 5     | Deutsche Demokratische Republik | Jörg Kotte            |
| 6     | Türkei                          | Celal Inceler         |

Titelverteidiger: Anatoli Fedorenko, Sowjetunion

#### Kategorie bis 130 kg
| Platz | Land        | Sportler          |
| ----- | ----------- | ----------------- |
| 1     | Sowjetunion | Alexander Karelin |
| 2     | Polen       | Slawomir Zrobek   |
| 3     | Schweden    | Tomas Johansson   |
| 4     | Ungarn      | György Kékes      |
| 5     | Bulgarien   | Krasimir Radojew  |
| 6     | Finnland    | Juha Ahokas       |

Titelverteidiger: Alexander Karelin, Sowjetunion

### Medaillenspiegel
| Rang | Land                            | Gold | Silber | Bronze |
| ---- | ------------------------------- | ---- | ------ | ------ |
| 1    | Sowjetunion                     | 3    | 1      | 4      |
| 2    | Polen                           | 2    | 2      | 0      |
| 3    | Bulgarien                       | 1    | 2      | 1      |
| 4    | Finnland                        | 1    | 1      | 1      |
| 5    | Ungarn                          | 1    | 1      | 0      |
| 6    | BR Deutschland                  | 1    | 0      | 1      |
| 7    | Jugoslawien                     | 1    | 0      | 0      |
| 8    | Deutsche Demokratische Republik | 0    | 1      | 1      |
|      | Schweden                        | 0    | 1      | 1      |
| 10   | Rumänien                        | 0    | 1      | 0      |
| 11   | Tschechoslowakei                | 0    | 0      | 1      |
|      | Frankreich                      | 0    | 0      | 1      |

## Freistil, Männer

### Ergebnisse

#### Kategorie bis 48 kg
| Platz | Land           | Sportler            |
| ----- | -------------- | ------------------- |
| 1     | Sowjetunion    | Gnel Medschlumjan   |
| 2     | Türkei         | İlyas Şükrüoğlu     |
| 3     | BR Deutschland | Reiner Heugabel     |
| 4     | Rumänien       | Romică Rașovan      |
| 5     | Bulgarien      | Marian Nedkow       |
| 6     | Polen          | Stanislaw Szostecki |

Titelverteidiger: Wassili Gogolew, Sowjetunion

#### Kategorie bis 52 kg
| Platz | Land                            | Sportler              |
| ----- | ------------------------------- | --------------------- |
| 1     | Bulgarien                       | Walentin Jordanow     |
| 2     | Sowjetunion                     | Michail Kuschnir      |
| 3     | Türkei                          | Aslan Seyhanlı        |
| 4     | Frankreich                      | Thierry Bourdin       |
| 5     | Rumänien                        | Constantin Corduneanu |
| 6     | Deutsche Demokratische Republik | Maik Jesse            |
| 7     | Ungarn                          | László Bíró           |

Titelverteidiger: Walentin Jordanow, Bulgarien

#### Kategorie bis 57 kg
| Platz | Land           | Sportler              |
| ----- | -------------- | --------------------- |
| 1     | Türkei         | Ahmet Ak              |
| 2     | Sowjetunion    | Kamaludin Abduldaikow |
| 3     | BR Deutschland | Jürgen Scheibe        |
| 4     | Bulgarien      | Rumen Pawlow          |
| 5     | Rumänien       | Radu Ana              |
| 6     | Jugoslawien    | Zoran Šorov           |
| 7     | Ungarn         | Tibor Tihanics        |
| 8     | Österreich     | Georg-Josef Auer      |

Titelverteidiger: Sergei Beloglasow, Sowjetunion

#### Kategorie bis 62 kg
| Platz | Land                            | Sportler             |
| ----- | ------------------------------- | -------------------- |
| 1     | Bulgarien                       | Alben Kumbarow       |
| 2     | Deutsche Demokratische Republik | Karsten Polky        |
| 3     | Italien                         | Giovanni Schillaci   |
| 4     | Sowjetunion                     | K. Mardschew         |
| 5     | Türkei                          | Selman Kaygüsuz      |
| 6     | Finnland                        | Mika Lehto           |
| 7     | Rumänien                        | Danut-Dumitru Prefit |
| 8     | Ungarn                          | Béla Nagy            |
| 9     | Polen                           | Dariusz Czarnecki    |
| 10    | Schweiz                         | Martin Müller        |

Titelverteidiger: Stepan Sargsjan, Sowjetunion

#### Kategorie bis 68 kg
| Platz | Land                            | Sportler              |
| ----- | ------------------------------- | --------------------- |
| 1     | Bulgarien                       | Nikolai Kasabow       |
| 2     | BR Deutschland                  | Georg Schwabenland    |
| 3     | Türkei                          | Yüksel Dincer         |
| 4     | Sowjetunion                     | Artur Mutabilow       |
| 5     | Ungarn                          | Attila Podolszki      |
| 6     | Tschechoslowakei                | Josef Svajlenka       |
| 7     | Schweiz                         | Ludwig Küng           |
| 8     | Griechenland                    | Georgios Athanasiadis |
| 9     | Deutsche Demokratische Republik | Bernd Jablonski       |
| 10    | Schweden                        | Per Johansson         |

Titelverteidiger: Arsen Fadsajew, Sowjetunion

#### Kategorie bis 74 kg
| Platz | Land                            | Sportler              |
| ----- | ------------------------------- | --------------------- |
| 1     | Sowjetunion                     | Nasir Gadschitschanow |
| 2     | Bulgarien                       | Walentin Zhelew       |
| 3     | Türkei                          | Fevzi Şeker           |
| 4     | Polen                           | Krzysztof Walencik    |
| 5     | Rumänien                        | Claudiu Tămăduianu    |
| 6     | Ungarn                          | János Nagy            |
| 7     | Deutsche Demokratische Republik | Olaf Packeiser        |
| 8     | Finnland                        | Hannu Rantala         |
| 9     | Griechenland                    | Ioakim Vasiliadis     |
| 10    | Schweden                        | Joakim Stanholm       |

Titelverteidiger: Adlan Warajew, Sowjetunion

#### Kategorie bis 82 kg
| Platz | Land             | Sportler            |
| ----- | ---------------- | ------------------- |
| 1     |                  |                     |
| 2     | Türkei           | Necmi Gençalp       |
| 2     | Tschechoslowakei | Jozef Lohyňa        |
| 3     | Sowjetunion      | Elmadi Dschabrailow |
| 4     | Rumänien         | Gheorghe Mitu       |
| 5     | Finnland         | Pekka Rauhala       |
| 6     | Griechenland     | Kostas Avramis      |
| 7     | BR Deutschland   | Reiner Trik         |
| 8     | Bulgarien        | Rahmat Sukra        |
| 9     | Ungarn           | László Dvorák       |
| 10    | Polen            | Robert Kostecki     |

Titelverteidiger: Juri Worobjow, Sowjetunion

Gencalp und Lohyna erhielten beide die Silbermedaille, Gold wurde nicht vergeben.

#### Kategorie bis 90 kg
| Platz | Land             | Sportler              |
| ----- | ---------------- | --------------------- |
| 1     | Sowjetunion      | Macharbek Tschadarzew |
| 2     | Türkei           | Mehmet Türkkaya       |
| 3     | Bulgarien        | Dimitri Markow        |
| 4     | Ungarn           | Gábor Tóth            |
| 5     | Griechenland     | Heraklis Deskoulidis  |
| 6     | Rumänien         | Ciprian Radu          |
| 7     | Polen            | Andrzej Radomski      |
| 8     | Italien          | Renato Lombardo       |
| 9     | Finnland         | Jouni Ilomäki         |
| 10    | Tschechoslowakei | Milan Mazáč           |

Titelverteidiger: Macharbek Tschadarzew, Sowjetunion

#### Kategorie bis 100 kg
| Platz | Land                            | Sportler           |
| ----- | ------------------------------- | ------------------ |
| 1     | Sowjetunion                     | Arawat Sabejew     |
| 2     | Türkei                          | Hayri Sezgin       |
| 3     | Bulgarien                       | Stojan Nentschew   |
| 4     | Ungarn                          | Sándor Kiss        |
| 5     | Deutsche Demokratische Republik | Torsten Wagner     |
| 6     | Griechenland                    | Dimitros Boudouris |

Titelverteidiger: Leri Tschabelow, Sowjetunion

#### Kategorie bis 130 kg
| Platz | Land                            | Sportler         |
| ----- | ------------------------------- | ---------------- |
| 1     | Sowjetunion                     | Aslan Chadarzew  |
| 2     | Türkei                          | Ayhan Taşkın     |
| 3     | Bulgarien                       | Kiril Barbutow   |
| 4     | Tschechoslowakei                | Juraj Stech      |
| 5     | Deutsche Demokratische Republik | Andreas Schröder |

Titelverteidiger: Aslan Chadarzew, Sowjetunion

### Medaillenspiegel
| Rang | Land                            | Gold | Silber | Bronze |
| ---- | ------------------------------- | ---- | ------ | ------ |
| 1    | Sowjetunion                     | 5    | 2      | 1      |
| 2    | Bulgarien                       | 3    | 1      | 3      |
| 3    | Türkei                          | 1    | 5      | 2      |
| 4    | BR Deutschland                  | 0    | 1      | 2      |
| 5    | Tschechoslowakei                | 1    | 0      | 1      |
| 6    | Deutsche Demokratische Republik | 0    | 1      | 0      |
| 7    | Italien                         | 0    | 0      | 1      |

## Quelle
- www.foeldeak.com